# Олдиш
О́лдиш — пасажирський залізничний зупинний пункт Сумської дирекції Південної залізниці розташований на двоколійній неелектрифікованій лінії Білопілля — Баси.
Розташований у Зарічному районі Сум Сумської області біля ПАТ «Сумихімпром» між станціями Суми-Товарна (2 км) та Баси (2 км).
На зупинному пункті зупиняються приміські поїзди.